# چاپ‌مجدد
بازنشر یا چاپ‌مجدد (به انگلیسی: Reprint) دوباره-نشر مطالبی است که قبلاً منتشر شده است. اصطلاح «چاپ‌مجدد» با معانی کمی متفاوت در چندین زمینه استفاده می‌شود.

## انتشارات دانشگاهی
در انتشارات دانشگاهی، چاپ‌های چاپی، که گاهی به عنوان چاپ‌مجدد نیز شناخته می‌شوند، بازتولید انبوه مقالات فردی هستند که قبلاً در مجلات دانشگاهی منتشر شده‌اند. نتایج حاصل از مجلات علمی، فنی و پزشکی (STM) توسط محققان در برخی زمینه‌ها برای ایجاد آگاهی در میان مخاطبانی که مشترک مجله نیستند استفاده می‌شود. پزشکان، مصرف‌کنندگان، سرمایه‌گذاران و غیره معمولاً مستقیماً از ناشر مجله سفارش می‌شوند. با این حال، برخی از ارائه دهندگان خدمات شخص ثالث نیز وجود دارند که به عنوان واسطه‌ای عمل می‌کنند که منبع واحدی از چاپ‌های چاپ شده از چندین ناشر را فراهم می‌کند.

## انتشار کتاب
در نشر کتاب، اگر چاپ‌مجدد از نسخه قبلی اصلاح شده باشد، معمولاً به عنوان یک نسخه جدید به جای چاپ‌مجدد یاد می‌شود.

## بازی‌های کارتی کلکسیونی
در بازی‌های کارتی کلکسیونی، چاپ‌مجدد کارتی است که در یک مجموعه کارت قبلی منتشر شده است که دوباره در یک مجموعه کارت جدید منتشر می‌شود. اغلب، هنر روی کارت ممکن است تغییر کند یا متن بروزرسانی شود تا اشتباهات جدید را منعکس کند.

## کتاب‌های کمیک
ناشران کتاب‌های کمیک کلاسیک سال‌ها یا حتی دهه‌های پیش را تجدید چاپ می‌کنند و اغلب هنر را با تکنیک‌های جدیدتر بازسازی می‌کنند. چاپ‌های‌مجدد ممکن است کتاب‌های مصور مستقل، کتاب‌های رقعی تلفیقی یا نسخه‌های پشتیبان در کتاب‌های کمیک دیگر باشد.
کتاب‌های مصور که به فروش می‌رسند ممکن است یک بار دیگر (یا بیشتر) چاپ شوند تا نسخه‌های بیشتری توزیع کنند.

## نوارهای ویدئویی، دی‌وی‌دی و بلو-ری
در قرن بیستم و بیست و یکم، انتشارات رسانه‌های خانگی چندین فیلم قدیمی را چاپ‌مجدد خواهند کرد.